# 창녕 남지읍 나룻배 전복 사고
창녕 남지읍 나룻배 전복 사고(昌寧南旨邑-顚覆事故)는 1969년 9월 17일 승객을 싣고 낙동강을 운행 중이던 나룻배가 경상남도 창녕군 남지읍에서 다리와 충돌, 전복하여 탑승한 116명 중 76여 명이 사망 또는 실종된 사고이다.

## 사건 경위
나룻배
8톤급 목선으로, 7.5마력의 무허가 발동선이었다. 1967년 2월에 건조되었다.
전복
사고가 난 1969년 9월 17일은 추석을 열흘 정도 앞두고 있었던 시기였다. 사고 선박은 당일 15시 30분경 창녕군 남지읍 남포 선착장에서 120명 가량의 승객을 태우고 상류 방향의 의령군 지정면을 향하여 출발하였다. 나룻배는 500m 정도를 운행하다가 스크류에 수숫대가 감기고 모래 위에 얹히면서 기관 고장을 일으켰는데, 이를 밀어내다가 나룻배가 홍수로 불어난 급류에 표류하게 되었고, 남지교에 부딪혀 뒤집히고 부숴졌다.

## 구조 및 수색
사고 직후 승객 중 20여 명은 강으로 뛰어들어 강가로 헤엄쳐 목숨을 건졌고, 20여 명은 어선에 구조되었다. 남은 80명에 가까운 승객들은 급류에 휩쓸렸다.
경찰은 18일 오전까지 모두 5구의 시신을 인양하였다. 실종자 수는 76명으로 집계되었다. 경북 의령군 성산리 주민 중 30여 명이 희생자에 포함되었다. 인양이 늦어지자 창녕경찰서는 낙동강 주변의 각 경찰서와 해군에도 수색 작업을 요청하였다. 향토예비군을 포함한 1백여 명을 동원하여 수색하였으나 추가로 시신을 찾지는 못하였다. ..

## 원인 분석 및 논란
보도에 의하면, 선체의 승선 능력은 60명 정도이나, 사고 당일은 그 두 배인 120명 정도가 배에 올랐고, 사람이 많아 특별히 노인과 어린이, 부녀자들을 배에 태웠다. 사고 선박은 등록도 되지 않았고, 도선 허가도 없었으나, 경찰에 단속되지 않았다.
주민들의 교통수단에 대한 별다른 대책이 없는 점도 문제점으로 지적되었다.
창녕경찰서는 9월 19일, 탑승 인원이 모두 116명이며, 76명이 사망했다고 발표하였다. 이에 대하여 유족들은 실제 인원수는 그보다 훨씬 많다고 주장하였다. 치안국은 사고 선박을 사전에 단속하지 못한 책임을 물어 창녕경찰서 서장을 파면하였다.